# Щекотский, Фёдор Михайлович
Фёдор Михайлович Щекотский (11 ноября 1898, Добрянка, Черниговская губерния, Российская империя — 1969, Москва, СССР) — советский военачальник, генерал-майор (07.10.1941).

## Биография
Родился 11 ноября 1898 года в поселке Добрянка, ныне Репкинского района Черниговской области.

### Военная служба

#### Первая мировая война и революция
С января по октябрь 1917 года проходил службу рядовым в 6-м Заамурском пограничном конном полку в городе Таганрог. В его составе избирался членом и председателем сотенного комитета. После Октябрьской революции убыл на родину. 15 декабря 1917 года вступил в Добрянский красногвардейский отряд.

#### Гражданская война
С марта по декабрь 1918 года находился в подполье в Городнянском уезде Черниговской губернии, затем командовал взводом в партизанском отряде. Член ВКП(б) с 1918 года. В составе Городнянского партизанского отряда участвовал в налетах на гетманские и немецкие оккупационные части, был контужен. С установлением в уезде советской власти 27 декабря 1918 года Добрянским ревкомом он был командирован на ускоренные курсы инструкторов-агитаторов при Черниговском губернском военкомате (г. Клинцы). По их окончании в феврале 1919 года назначен комиссаром курсов младших командиров, затем комиссаром Черниговского запасного пограничного полка. В его составе принимал участие в подавлении контрреволюционного мятежа Н. А. Григорьева под Черкассами и Александрией. С июня 1919 года был военкомом отдельного рабочего батальона тылового ополчения при Черниговском губ. военкомате, с июля — помощник военкома Глуховского уездного военкомата, с ноября — военкомом Нежинского уездного военкомата. Участвовал в боях с войсками генерала А. И. Деникина. В мае 1920 года направлен на учёбу на 1-е Московские образцовые курсы при Московской кавалерийской школе, по их окончании 1 ноября того же года назначен во 2-й запасной кавалерийский полк Кавказского фронта. В этом полку занимал должности командира взвода, помощником командира и командира эскадрона.

#### Межвоенные годы
В июне 1921 года зачислен слушателем в Петроградскую высшую кавалерийскую школу, по окончании в октябре 1923 года назначен помощником командира эскадрона 40-го кавалерийского полка 7-й Самарской кавалерийской им. Английского пролетариата дивизии в городе Минск. В мае 1924 года переведен в 37-й Самарский кавалерийский полк этой же дивизии, где служил командиром эскадрона, начальником полковой школы, врид помощника командира полка по строевой части. В 1925 года награждён Почетной грамотой ЦИК и СНК БССР. С августа 1925 года по июль 1928 года учился в Военной академии РККА им. М. В. Фрунзе, затем был назначен начальником штаба 15-го кавалерийского полка 3-й Бессарабской кавалерийской дивизии им. Г. И. Котовского УВО. С марта 1931 года и. д. начальника спецкурса Тверской кавалерийской школы им. Коминтерна, затем временно и. д. начальника учебного отдела школы (с 1 января 1932 г. — Калининская кавалерийская школа им. Коминтерна). В июне 1932 года Щекотский направлен в штаб ЛВО на должность помощника начальника 4-го отдела. С апреля 1933 года и. д. начальника штаба, а с февраля 1936 года — помощник начальника КУКС РККА по разведке при IV управлении РККА. В январе 1938 года назначен начальником штаба 2-го кавалерийского корпуса КВО. С июня 1939 года и. д. старшего помощника инспектора кавалерии РККА. 30 декабря того же года зачислен слушателем Академии Генштаба РККА.

#### Великая Отечественная война
В начале войны комбриг Щекотский в июле 1941 года окончил ускоренный курс академии (с дипломом) и был назначен заместителем начальника оперативного отдела штаба Северо-Западного фронта. В сентябре того же года зачислен в распоряжение Военного совета фронта (без объяснения причин), затем с октября состоял в распоряжении маршала Советского Союза К. Е. Ворошилова. В начале декабря 1941 года генерал-майор Щекотский был назначен командиром 166-й стрелковой дивизии, находившейся на формировании в УрВО в городе Чебаркуль (до 16 января 1942 г. числилась как 437-я стрелковая). С 16 февраля по 15 апреля 1942 года она по ж. д. была переброшена в город Любим Ярославской области и находилась в резерве Ставки ВГК. Затем убыла в район город Осташков, где вошла в подчинение 53-й армии Северо-Западного фронта и до февраля 1943 года находилась в обороне. С 4 по 11 февраля 1943 года дивизия входила в 1-ю ударную армию этого же фронта. С 11 февраля в составе 53-й армии она участвовала в Демянской наступательной операции. Приказом командующего войсками фронта маршала Советского Союза С. К. Тимошенко «за плохое руководство боевыми действиями дивизии в период с 17 по 19 февраля 1943 года» генерал-майор Щекотский был освобожден от должности и зачислен в распоряжение Военного совета фронта для назначения с понижением.
С марта 1943 года и. д. начальника штаба 7-й гвардейской стрелковой дивизии 1-й ударной армии Северо-Западного фронта. До 13 мая её части занимали оборону на рубеже Жуково, Борок, Семкина Горкуша, затем дивизия находилась в резерве фронта. В июле 1943 года он был назначен начальником штаба 82-го стрелкового корпуса, находившемся на формировании на Северо-Западном фронте в районе юго-западнее ст. Поли Псковской области. Приказом НКО СССР от 31 августа 1943 года утвержден в этой должности. По завершении формирования корпус был подчинен 34-й армии того же фронта. В сентябре он вошел в состав 37-й армии Степного (с 20 октября 1943 г. — 2-й Украинский) фронта и принимал участие в боевых действиях при завершении освобождения Левобережной Украины в районе восточнее города Кременчуг, форсировании Днепра и захвате плацдарма северо-западнее села Мишурин Рог. В октябре — декабре 1943 года его части вели наступление на криворожском направлении. В середине января 1944 года корпус в составе армии был передан 3-му Украинскому фронту и вел успешные боевые действия по освобождению Правобережной Украины, затем участвовал в Никопольско-Криворожской, Березнеговато-Снигиревской и Одесской наступательных операциях. В ходе этих операций корпус прошел с боями свыше 350 км, форсировал реки Ингулец, Ингул, Южный Буг и Днестр и участвовал в освобождении городов Кривой Рог, Вознесенск, Тирасполь. За боевые отличия при форсировании Днепра, а также при освобождении города Кривой Рог генерал-майор Щекотский был награждён орденом Кутузова 2-й степени. С июля 1944 года находился на лечении в эвакогоспитале 3-го Украинского фронта (по болезни), затем в августе был назначен старшим преподавателем Высшей военной академии им. К. Е. Ворошилова.

#### Послевоенное время
После войны генерал-майор Щекотский в прежней должности. В апреле 1947 года уволен в запас по болезни.
Умер в 1969 году, похоронен в Москве на Новодевичьем кладбище.

## Награды
- орден Ленина (21.02.1945)[5][6]
- два ордена Красного Знамени (18.07.1943[7], 03.11.1944[8][6])
- орден Кутузова II степени (19.03.1944)[9]
- орден Отечественной войны I степени (10.12.1943)[10]
- орден Красной Звезды (28.10.1967)[11]
  - медали в том числе:
  - «XX лет Рабоче-Крестьянской Красной Армии» (1938)[9]
  - «За оборону Москвы» (1944)
  - «За победу над Германией в Великой Отечественной войне 1941—1945 гг.» (23.06.1945)[12]